# Кизилжарський сільський округ (Мартуцький район)
Кизилжа́рський сільський округ (каз. Қызылжар ауылдық округі, рос. Кызылжарский сельский округ) — адміністративна одиниця у складі Мартуцького району Актюбінської області Казахстану. Адміністративний центр — село Кизилжар.
Населення — 1051 особа (2021; 1548 у 2009, 2070 у 1999, 2091 у 1989).
Станом на 1989 рік існували Андрієвська сільська рада (села Андрієвка, Шевченко) та Студенчеська сільська рада (село Студенчеське). 1997 року до складу сільського округу була приєднана територія ліквідовано Студенчеського сільського округу.

## Склад
До складу округу входять такі населені пункти:
| Населений пункт | Колишні назви | Населення, осіб (1989) | Населення, осіб (1999) | Населення, осіб (2009) | Населення, осіб (2021) |
| --------------- | ------------- | ---------------------- | ---------------------- | ---------------------- | ---------------------- |
| Борте, село     | Студенчеське  | 848                    | 768                    | 618                    | 415                    |
| Кизилжар, село  | Андрієвка     | 668                    | 782                    | 641                    | 424                    |
| Шевченко, село  | -             | 575                    | 520                    | 289                    | 212                    |